# Hipocalcemia
Hipocalcemia é a concentração de cálcio no sangue inferior ao normal. O valor normal varia entre 2,1 e 2,6 mmol/L (8,8–10,7 mg/dl, 4,3–5,2 mEq/L), definindo-se hipocalcemia como qualquer valor inferior a 2,1 mmol/l. Nos casos ligeiros e de progressão lenta é comum não se manifestarem sintomas. Nos restantes casos os sintomas mais comuns são perturbações da sensibilidade táctil, espasmos, crises epilépticas, confusão ou paragem cardíaca.
As causas mais comuns são hipoparatiroidismo e deficiência de vitamina D. Entre outras possíveis causas estão a insuficiência renal, pancreatite, intoxicação por bloqueadores dos canais de cálcio, rabdomiólise, síndrome da lise tumoral e medicamentos como bifosfonatos. O diagnóstico é geralmente confirmado medindo no sangue os níveis de cálcio corrigido ou cálcio ionizado. Algumas alterações específicas podem ser diagnosticadas com um electrocardiograma (ECG).
O tratamento inicial para os casos graves consiste na administração de cloreto de cálcio e possivelmente sulfato de magnésio. Entre outros possíveis tratamentos estão a administração de vitamina D, magnésio e suplementos de cálcio. Quando a hipocalcemia é causada por hipoparatiroidismo, podem também ser recomendados hidroclorotiazida, quelantes de fosfato e uma dieta com baixo teor de sódio. Cerca de 18% das pessoas hospitalizadas apresentam hipocalcemia.

## Sinais e sintomas
Quando se desenvolve lentamente pode não ter sintomas". Casos moderados ou bruscos podem gerar:
- Espasmos nas mãos e rosto;
- Formigamento e adormecimento (parestesia) das extremidades;
- Câimbras;

### Complicações
Em casos severos podem resultar em:
- Convulsões;
- Arritmia cardíaca;
- Diarreia severa e persistente;
- Tetania;
- Ossos frágeis.

## Causas
Existem muitas possíveis causas de hipocalcemia sendo as mais comuns:
- Hipoparatiroidismo;
- Deficiência de vitamina D;
- Após remoção cirúrgica total da tireoide;
- Diurese, hemorragia ou vômito em excesso;
- Alcoolismo;
- Doença renal crônica.

Causas incomuns:
- Hiperventilação;
- Medicamentos que diminuam o cálcio ou a vitamina D como quelato de cálcio, calcitonina e fenitoína;
- Síndrome de DiGeorge;
- Rabdomiólise;
- Hiperfosfatemia (aumento de fosfato);
- Hipoalbuminemia (falta de albumina);
- Hipomagnesemia (falta de magnésio);
- Pancreatite;
- Pseudo-hipoparatireoidismo;
- Transfusão de sangue massiva;
- Após quimioterapia com cisplatina;
- Resistência à vitamina D ou ao hormônio da paratireoide;
- Doenças gastrointestinais crônicas;
- Dieta pobre em cálcio.

## Fisiopatologia
O equilíbrio das concentrações de cálcio é mantido pelo paratormônio (PTH), pelos metabólitos da vitamina D, pela massa óssea e pelos rins. O estado de normocalcemia corresponde a 4,5-5,5 mEq/L ou 9,0-11,0 mg%. É importante frisar que a calcemia corresponde à soma do cálcio ionizado (fração fisiologicamente ativa e que corresponde a cerca de 30% do cálcio circulante), do cálcio não-ionizado e do cálcio ligado às proteínas plasmáticas.

## Diagnóstico

### Sinal de Chvostek e Trousseau
Existem dois testes comuns para identificar hipocalcemia: Sinal de Chvostek e Sinal de Trousseau.
O sinal de Chvostek consiste em percutir o nervo facial em sua porção inferior ao arco zigomático para provocar uma reação de espasmo facial. Porém tem risco de 29% de falso negativo e 10% de falso positivo, sendo um mal preditor. O Sinal de Trousseau consiste em induzir falta de oxigênio no braço (hipoxia) com o equipamento de medir pressão arterial (tensiometro) para provocar espasmos no punho e dedos. Esse possui apenas 6% de falso negativo e 1% de falso positivo, sendo assim muito mais confiável que o anterior.

### Exames de sangue
Por estarem fortemente associados com a regulação do cálcio é importante investigar além dos níveis de cálcio também os níveis de vitamina D, de paratormona, de fosfatos e de magnésio.

### Eletrocardiograma
O ECG é importante para analisar se existem arritmias e intervalo QT prolongado.

## Tratamento
Suplementos de cálcio e vitamina D por via oral ou intravenosa dependendo da urgência, tratamento da causa primária e melhor inclusão de cálcio na dieta. Alimentos ricos em cálcio, além dos laticínios, incluem:
- Gergelim;
- Folhas verde-escuras (salsa, espinafre, couve, rúcula, manjericão...);
- Grão-de-bico;
- Soja;
- Feijão;
- Linhaça;
- Sardinha;
- Caranguejo;
- Amêndoas.

É importante também melhorar o consumo de vitamina D e magnésio, pois são deficiências nutricionais muito comuns.